# Martín Alonso Fernández de Córdoba Montemayor y Velasco
Martín Alonso Fernández de Córdoba Montemayor y Velasco (?, c. 1498 - Mazagrán, 26 de agosto de 1558), I conde de Alcaudete, fue un noble español que ocupó los cargos de virrey de Navarra y gobernador de Orán.

## Biografía
Hijo de Alfonso Fernández de Córdoba y Montemayor, señor de Alcaudete y de Montemayor, y de María de Velasco. Estuvo casado con Leonor Pacheco, hija de Diego de Córdoba, marqués de Comares. Tuvieron de hijos a Alfonso, que le sucedió en la casa; a Diego, que fue obispo de Calahorra; a Martín, que fue marqués consorte de Cortes; y a Francisco, caballero de la orden de Calatrava.
Recibió el título de primer conde de Alcaudete por el rey Carlos I en 1529, y el de caballero de la orden de Santiago en 1534. 
En enero de 1527 fue nombrado virrey de Navarra, cargo que ejerció durante 7 años.
En 1534 fue nombrado gobernador de Orán. En 1535 atacó la ciudad de Tremecén, ocupada por los otomanos, con 600 hombres y en colaboración con la tribu local Banu Amir de Abdul Rahman ibn Radwan. Las fuerzas españolas no fueron rechazadas y las fuerzas otomanas y tribales se vieron obligadas a retirarse del área, pero la fuerza española más tarde quemaría el área y llevaría a los soldados otomanos capturados como esclavos a Orán, retirándose del área interior. El objetivo era reemplazar al sultán Muhammad por el hermano menor de Ibn Radwan, Abdulla. En 1558 el conde planeó el que debía ser el ataque definitivo para arrebatar Mostaganem a los otomanos. Para ello hizo llegar un contingente desde Málaga y Cartagena de unos 12 000 hombres, que se unirían a las tropas españolas ya emplazadas en Orán, y a las tropas aliadas del sultán de Marruecos Abdallah al-Ghalib. Sin embargo, la batalla de Mostaganem acabó en la victoria de pirro.